# Stjepan Matković
Stjepan Matković (Zagreb, 2. srpnja 1966.), hrvatski je povjesničar.

## Životopis
Stjepan Matković rođen je u Zagrebu 1966. godine. Doktor je povijesnih znanosti (doktorirao je 1999. godine, s tezom "Čista stranka prava 1895. – 1903.", na odsjeku za povijest Filozofskog fakulteta Sveučilišta u Zagrebu) u zvanju višeg znanstvenog suradnika. Od 1992. zaposlen u Institutu za suvremenu povijest (danas: Hrvatski institut za povijest), u kojem je od 2007. ravnatelj. Od 2001. do 2007. glavni je urednik Časopisa za suvremenu povijest. Autor je monografije Čista stranka prava 1895. – 1903. te djela Kroničarski spisi Ivana Peršića (Zagreb 2002.). Član je uredništva Društvenih istraživanja. Zajedno s Tihomirom Cipekom napisao je sveučilišni priručnik Programatski dokumenti hrvatskih političkih stranaka i skupina 1842. – 1914. (Zagreb 2006.), koji je 2007. dobio godišnju državnu nagradu za znanost u području humanističkih znanosti prema odluci Hrvatskog sabora. Suautor je udžbenika za treći razred gimnazije (Zagreb 2001.). U razdoblju 2000. do 2004. godine tajnik je Hrvatskog nacionalnog odbora za povijesne znanosti. Uredio je knjigu Povijest 3 (Zagreb 2000.). Autor je više znanstvenih i stručnih članaka s područja suvremene hrvatske povijesti 19. i 20. stoljeća u domaćim i inozemnim časopisima (Austrija, Slovenija, Engleska). Surađivao je u Hrvatskom leksikonu i Hrvatskom biografskom leksikonu. U posljednjem je od 2005. godine i član uredništva.
Od 2001. godine predaje kolegij "Hrvatska politička misao u 19. i 20. stoljeću" na Hrvatskim studijima Sveučilišta u Zagrebu, a od 2006. kolegij "Hrvatska povijest 20. stoljeća" na Filozofskom fakultetu Sveučilišta u Rijeci. Od 2007. godine član je hrvatskog dijela Hrvatsko-slovenske povijesne komisije. Iste godine postao je voditelj projekta "Politički život u hrvatskom društvu od 1840-ih do 1940-ih godina", odnosno programa "Politika i moderni identiteti u Hrvatskoj u 19. i 20. stoljeću".

### Autorske knjige
- Čista stranka prava 1895. – 1903, Hrvatski institut za povijest i Dom i svijet, Zagreb, 2001. (monografija).
- Ivan Peršić - Kroničarski spisi, Državni arhiv u Zagrebu, Dom i svijet te Hrv. institut za povij., Zagreb, 2002. (gradivo).
- Programi i programatski tekstovi hrvatskih stranaka 1843. – 1918., Disput, Zagreb, 2006. (sveučilišni priručnik, zajedno s Tihomirom Cipekom).
- Izabrani portreti pravaša, Hrvatski institut za povijest, Zagreb, 2011. (monografija).
- Iz korespondencije dr. Mile Budaka (1907. – 1944.), Hrvatski državni arhiv, Zagreb, 2012. (suautor Tomislav Jonjić).